# 여왕 (일본 황실)
여왕(일본어: 女王)은 일본 황실의 여성에게 부여되는 신위 또는 칭호 중 하나이다. 읽는 법은 조오(じょおう) 또는 뇨오(にょおう)라고 읽는다. 현행 황실전범에 따르면 천황의 직계로서 3촌 이상 떨어진 먼 친척에게 주어진다. 황실 전범으로 정해진 호칭은 전하(殿下)이다.
2021년 현재 일본 황실의 여왕은 미카사노미야 도모히토 친왕의 딸인 아키코 여왕, 요코 여왕, 다카마도노미야 노리히토 친왕의 딸인 쓰구코 여왕 총 3명이다.
여왕의 남성 형제(= 왕)이 황위를 계승해 천황으로 즉위하면 황실전범 제7조에 따라 즉시 여왕에서 내친왕으로 신위가 상승한다.
황족과 결혼한 경우 결혼 후(황후가 될 때까지) 왕비이자 여왕의 신위도 병존(유지)한다.

## 일본

### 현대
- 미카사노미야 아키코 여왕
- 미카사노미야 요코 여왕
- 다카마도노미야 쓰구코 여왕

### 신적강하 이후

#### 전후
- 다카마도노미야 노리코 여왕
- 다카마도노미야 아야코 여왕

## 참고 문헌
- 鈴木正幸著『皇室制度』(岩波書店、2005年) ISBN 4004302897
- 新村出編『広辞苑 第六版』（岩波書店、2011年）ISBN 400080121X
- 松村明編『大辞林 第三版』（三省堂、2006年）ISBN 4385139059